# Sukasari Kidul
Sukasari Kidul is een bestuurslaag in het regentschap Majalengka van de provincie West-Java, Indonesië. Sukasari Kidul telt 2937 inwoners (volkstelling 2010).